# 金学哲
金 学哲（キム・ハクチョル、朝鮮語: 김학철、生年不詳 - ）は、朝鮮民主主義人民共和国の外交官、政治家。第12代最高人民会議代議員。元ペルー駐在北朝鮮大使。

## 経歴
生年、出生地、これまでの詳細な経歴は不明だが、軍出身とされる。1968年にコンゴ駐在北朝鮮大使館に勤め、2009年には第12代最高人民会議代議員に選出された。2013年よりペルー駐在北朝鮮大使を務めた。2017年9月、ペルーにより『ペルソナ・ノン・グラータ』とされ、国外追放処分となったため、帰国した。